# La mia prima volta - My Lesbian Experience with Loneliness
La mia prima volta - My Lesbian Experience with Loneliness (さびしすぎてレズ風俗に行きましたレポ?, Sabishisugite rezu fūzoku ni ikimashita) è un manga autobiografico di Kabi Nagata. L'opera si compone di diversi capitoli inizialmente pubblicati sulla piattaforma web Pixiv. L'opera è stata poi pubblicata in un volume monografico in Giappone nel 2016 dalla East Press e in Italia nel 2019 dalla casa editrice Edizioni BD. 

## Trama
Kabi Nagata è una ventottenne aspirante mangaka che non ha mai avuto esperienze sessuali e mai si è concessa di immaginarle (a meno che non fossero parte di racconti yaoi). Il manga rivela vari aspetti della sua vita, come il lungo periodo di depressione, l'autolesionismo, i disturbi alimentari e la sua esperienza con il sesso. Kabi è in grado di descrivere in una manciata di parole quanto si senta distante dalla società, oppressa da una famiglia che non è in grado di capirla e obbligata a cercarsi un lavoro stabile e ben pagato. Ormai sull'orlo dell'abisso la protagonista capisce di non poter continuare ad "autodistruggersi", e dopo aver realizzato che le sue difficoltà provengono da una grande fatica nel creare rapporti interpersonali, si rende conto di aver completamente escluso il sesso dalla sua vita, nella convinzione che, se fosse rimasta sempre bambina, i suoi genitori l'avrebbero amata di più. Ed è in questo momento che inizia il racconto vero e proprio: La difficoltà maggiore sta nel far riemergere la propria sessualità, cercando qualcuno che la possa aiutare in questo percorso, ma vista la solitudine in cui si è rinchiusa negli anni, alla fine prenotare un appuntamento con una escort lesbo sembra la via più semplice da percorrere.

## Accoglienza
La mia prima volta - My Lesbian Experience with Loneliness è stato ben accolto dalla critica. La casa editrice Takarajimasha ha scelto My Lesbian Experience With Loneliness come terzo miglior manga dell'anno per donne del 2017 nell'annuale classifica Kono Manga ga Sugoi!, dopo Kin no Kuni Mizu no Kuni e Haru no Noroi. Teen Vogue ha incluso il manga nella loro lista dei "migliori libri queer per celebrare il Pride 2017", e la creatrice di fumetti Tillie Walden lo ha introdotto in un articolo di Bookish sui "fumetti LGBTQ+ da leggere". Sia Publishers Weekly che Amazon lo hanno indicato come uno dei migliori fumetti del 2017.
Il manga è piaciuto al giornale giapponese Fukui Shimbun, che ha affermato che i pensieri di Nagata sono rimasti impressi in loro dopo aver finito di leggerlo.  Anche il sito di notizie di intrattenimento Natalie ha gradito il manga, definendolo un "saggio mozzafiato". Ana Valens di The Mary Sue l'ha citato come un'opera che va contro i tipici temi fantasy yuri delle opere dell'omonimo genere, esplorando dinamiche emotive e mentali realistiche nelle relazioni lesbiche, e affermando inoltre che gli eventi che hanno portato all'incontro di Nagata con la escort "gettano una nuova luce su come possiamo pensare al genere yuri".  Heidi MacDonald nel blog The Beat l'ha definito "un ricordo irresistibile" e perfetto per i giovani lettori che si interessano anche di temi come i problemi di identità e la propria accettazione. Judith Utz di Teen Vogue lo ha descritto come "commovente e onesto", mentre  Mey Valdivia Rude di Autostraddle ha affermato che La mia prima volta è stato "il miglior libro che abbia mai letto in tutto l'anno", lodando la crudezza e l'onestà di Kabi Nagata. 
My Lesbian Experience With Loneliness è stato il secondo fumetto più venduto durante la sua settimana di debutto nel Nord America, secondo le classifiche di vendita di graphic novel settimanali Nielsen BookScan (dopo Bitch Planet: volume 2).  È apparso anche nella classifica mensile BookScan di giugno 2017, all'undicesimo posto.

### Riconoscimenti
La mia prima volta ha vinto gli Anime Awards del 2018 nella categoria manga dell'anno e un Harvey Award nella categoria miglior manga. 